# Молдове
Молдове́ — село Плахтіївської сільської громади Білгород-Дністровському районі Одеської області в Україні. Населення становить 562 осіб.

## Населення
Згідно з переписом УРСР 1989 року чисельність наявного населення села становила 540 осіб, з яких 243 чоловіки та 297 жінок.
За переписом населення України 2001 року в селі мешкали 562 особи.

### Мова
Розподіл населення за рідною мовою за даними перепису 2001 року:
| Мова       | Відсоток |
| ---------- | -------- |
| українська | 85,77 %  |
| молдовська | 8,01 %   |
| російська  | 5,69 %   |
| болгарська | 0,36 %   |